# Babakina anadoni
Babakina anadoni (Ortea, 1979) è un mollusco nudibranchio della famiglia Babakinidae.